# Laetia
Laetia Loefl. ex L. – rodzaj roślin z rodziny wierzbowatych (Salicaceae). Według The Plant List w obrębie tego rodzaju znajduje się co najmniej 9 gatunków o nazwach zweryfikowanych i zaakceptowanych, podczas gdy kolejnych 9 taksonów ma status gatunków niepewnych (niezweryfikowanych). Występuje naturalnie w klimacie równikowym obu Ameryk. Gatunkiem typowym jest L. americana L.

## Morfologia
PokrójZimozielone drzewa i krzewy.
LiścieNaprzemianległe, pojedyncze, całobrzegie lub ząbkowane, ogonkowe. Przylistki nietrwałe.
KwiatyPromieniste, obupłciowe, zebrane w wierzchotkach lub w pęczkach. Rozwijają się na kątach pędów lub prawie na ich szczytach. Są pozbawione płatków. Mają 4 lub 5 działek kielicha. Pręciki są liczne. Słupek górny z jedną komorą.
OwoceJagodopodobne torebki pękające w 3–6 miejscach. Nasiona mają papkowatą osłonkę.

## Systematyka
Pozycja systematyczna według APweb
Rodzaj w rodzinie wierzbowatych (Salicaceae), wchodzącej w skład obszernego rzędu malpigiowców (Malpighiales), reprezentującego klad różowych w obrębie okrytonasiennych.
Lista gatunków
- Laetia americana L.
- Laetia coriacea Spruce ex Benth.
- Laetia corymbulosa Spruce ex Benth.
- Laetia cupulata Spruce ex Benth.
- Laetia micrantha A. Robyns
- Laetia ovalifolia J.F. Macbr.
- Laetia procera (Poepp.) Eichler
- Laetia suaveolens (Poepp.) Benth.
- Laetia thamnia L.